# جوی‌راید (فیلم ۱۹۹۷)
جوراید (به انگلیسی: Joyride) یک فیلم سینمایی آمریکایی محصول سال ۱۹۹۷ به کارگردانی کوینتون پیلز است.

## پذیرش‌انتقادی
جوراید نظرات نسبتاً منفی از منتقدین دریافت کرده‌است. این فیلم در حال حاضر نمره ۲۵٪ را از راتن تومیتوز دریافت کرده‌است.